# Жеребкове
Жеребко́ве — село Ананьївської міської громади Подільського району Одеської області, Україна, розташоване за 15 км на північ від центру громади — міста Ананьїв. Через село проходить залізниця.

## Історія
Історія починається з кінця 18 століття. За наказом імператриці Катерини II від 1792 року почалося освоєння земель Новоросійського краю. Правитель Катеринославського намісництва генерал-майор Каховський доручив польському шляхтичу Івану Андрійовичу Жеребко освоїти 4500 десятини землі, що знаходиться в Тираспольському повіті на межі з державними поселеннями Гольма, Познанка, Ясиновка і Байтали.
І. А. Жеребко перевозить з тоді вже приєднаної до Росії «Польської України» своїх родичів і селян — всього близько 70 сімей селян і більш 20 сімей шляхтичів. Все це він робить за власні кошти. Основний маєток був закладений в 1794 році у верхів'ях яру. По схилах яру струмували джерела. Цей маєток став носити ім'я засновника — Жеребкове.
Тут до 1798 року був насаджений ліс, а яр був перегороджений дамбою, що дало маєтку чудовий ставок. Був створений парк із тих насаджень, які примикали до житла. Близькість підземних вод сприяла створенню в поселенні колодязів для водопостачання населення і водопою худоби. Потім частину селян переселили в с. Михайлівку і в інші місця.
В 1816 році побудована церква, яка при освяченні отримала ім'я Іоанна Богослова. В 1862 році при Іоано-Богословській церкві священиком Іоаном Гопановичем була відкрита церковно-народна школа.
В 1868 році тут була збудована залізнична станція на тодішній лінії Балта — Ольвіополь.
На гроші поміщика була заснована і в 1869 році відкрита Жеребківська школа. Із 1872 року вчитель отримував від земства платню і школа перейшла в юрисдикцію земства. В 1874 році школа стала Жеребківським земським початковим училищем.
З 1904 року по 1956 рік там працював учителем Михайло Романович Добровольський. Він вчив учнів грамоти, столярному ремеслу, хоровому співу та театральному мистецтву.
7 (20) листопада 1917 року, відповідно до Третього Універсалу Української Центральної Ради, увійшло до складу Української Народної Республіки.
Після Жовтневої революції школа стала семирічною. В середині тридцятих років на місці старої церкви будується нова споруда школи. Школа стає середньою. В 1940 році М. Р. Добровольському було присвоєне звання «Заслужений учитель УРСР».
Під час організованого радянською владою Голодомору 1932—1933 років помер щонайменше 1 житель села.
Після війни, з 1950 по 1955 рік, директором Жеребківської школи був Гаузенберг Давид Якович. Ним очолена шкільна художня самодіяльність, яка була відома в районі та області. Потім школу очолив більш ніж на двадцять років Лазуренко Петро Степанович.
В даний час в селі існує дві загальноосвітні школи I—III ступенів. Директором загальноосвітньої школи I—III ступенів № 1 є Мулик Світлана Іванівна, а загальноосвітньої школи I—III ступенів № 2 — Романенко Ольга Іванівна.
12 вересня 1967 р. села Жеребкове, Антонівка і Осипівка Жеребківської сільради об'єднані в один населений пункт — село Жеребкове.
За радянських часів діяв колгосп ім. Ілліча — 7252 га земельної площі, у тому числі 4040 га орної; працювали млин, бурякопункт, цегельний завод, 2 середні школи, середня школа сільської молоді, бібліотека, клуб, лікарня на 35 ліжок, побутовий комбінат.
9 жовтня 1995 року в селі Жеребкове Ананьївського району відкрита новозбудована церква Московського Патріархату.
12 червня 2020 року, відповідно до Розпорядження Кабінету Міністрів України від № 724-р «Про визначення адміністративних центрів та затвердження територій територіальних громад Одеської області», увійшло до складу Ананьївської міської територіальної громади.
19 липня 2020 року, в результаті адміністративно-територіальної реформи і ліквідації Ананьївського району, село увійшло до складу новоутвореного Подільського району.

## Населення
Згідно з переписом 1989 року населення села становило 3460 осіб, з яких 1599 чоловіків та 1861 жінка.
За переписом населення 2001 року в селі мешкало 1948 осіб.

### Мова
Розподіл населення за рідною мовою за даними перепису 2001 року:
| Мова       | Відсоток |
| ---------- | -------- |
| українська | 91,51 %  |
| російська  | 5,44 %   |
| румунська  | 2,29 %   |
| білоруська | 0,46 %   |
| болгарська | 0,31 %   |

## Персоналії
- Чуйко Володимир Лук'янович (1941—2013) — український поет, публіцист, літературний критик.
- Денис Фомін (нар. 1986, Жеребкове) — український волейболіст, гравець збірної України та СК «Епіцентр-Подоляни»[13].